# Liste der Naturdenkmale in Gemmrigheim
| Naturdenkmale | Anzahl |
| ------------- | ------ |
| FND           | 5      |
| END           | 1      |
| Gesamt        | 6      |

Die Liste der Naturdenkmale in Gemmrigheim nennt die verordneten Naturdenkmale (ND) der im baden-württembergischen Landkreis Ludwigsburg liegenden Gemeinde Gemmrigheim. In Gemmrigheim gibt es insgesamt sechs als Naturdenkmal geschützte Objekte, davon fünf flächenhafte Naturdenkmale (FND) und ein Einzelgebilde-Naturdenkmal (END).
Stand: 30. Oktober 2016.

## Flächenhafte Naturdenkmale (FND)
| Name                                                      | Bild | Kennung     | Einzelheiten | Position | Fläche Hektar | Datum        |
| --------------------------------------------------------- | ---- | ----------- | ------------ | -------- | ------------- | ------------ |
| Dolinenfeld im Bonholzwald                                | BW   | 81180180005 | Gemmrigheim  | ⊙        | 1,0           | 7. Juli 1989 |
| Ehemaliger Steinbruch „Im Taucherle“                      | BW   | 81180180004 | Gemmrigheim  | ⊙        | 2,5           | 7. Juli 1989 |
| Feldgehölz und Pflanzenstandort „Paradies“                | BW   | 81180180003 | Gemmrigheim  | ⊙        | 1,1           | 7. Juli 1989 |
| Pflanzenstandort „Kelterschen“                            | BW   | 81180180002 | Gemmrigheim  | ⊙        | 0,3           | 7. Juli 1989 |
| Pflanzenstandort und geologischer Aufschluß „Drachenloch“ | BW   | 81180180001 | Gemmrigheim  | ⊙        | 0,6           | 7. Juli 1989 |
| Legende für Naturdenkmal                                  |      |             |              |          |               |              |

## Einzelgebilde (END)
| Name                     | Bild | Kennung     | Einzelheiten | Position | Fläche Hektar | Datum        |
| ------------------------ | ---- | ----------- | ------------ | -------- | ------------- | ------------ |
| 1 Stieleiche             | BW   | 81180180006 | Gemmrigheim  | ⊙        | 0,0           | 2. Apr. 1993 |
| Legende für Naturdenkmal |      |             |              |          |               |              |